# Heinz Warnken
Heinz Warnken (* 28. Dezember 1912 in Bremen; † 1943) war ein deutscher Fußballspieler.

## Karriere

### Vereine
Warnken, aufgewachsen in Buntentor, trat im Jahr 1928 im Alter von 15 Jahren der Fußballabteilung des VfB Komet Bremen bei und rückte zwei Jahre später, noch keine 18 Jahre alt, in die erste Mannschaft auf. In dieser spielte er von 1930 bis 1933 als Mittelstürmer im Norddeutschen Fußball-Verband in der regional höchsten Spielklasse, der Oberliga Weser-Jade. Diese gewann er mit seiner Mannschaft am Saisonende 1931/32 und qualifizierte sich für die Endrunde um die norddeutsche Meisterschaft. In der Gruppe II verpasste er mit seiner Mannschaft aufgrund des schlechteren Torquotienten gegenüber Altona 93 den Einzug in die Finalrunde. So erging es ihm in der Folgesaison als Drittplatzierter.
In der Gauliga Niedersachsen, einer von 16 Gauligen zur Zeit des Nationalsozialismus, als einheitlich höchste Spielklasse im Deutschen Reich, war er mit seiner Mannschaft, für die er mittlerweile als Mittelläufer spielte, bis zum Abstieg 1936 vertreten. In einer Vorschau auf die Spielzeit 1939/40 erscheint er im Kader von Werder Bremen. Diesem, vor Ort führenden Verein hatte er sich im Sommer 1937 angeschlossen.
Zum Militärdienst eingezogen und nur sporadisch für seinen Verein aktiv, vorübergehend Kriegsgastspieler bei Viktoria Kolberg, trat Warnken im Januar 1943 noch für Werder an. Er fiel 1943 im Zweiten Weltkrieg.

### Auswahl-/Nationalmannschaft
Nach vier Berufungen in die Bremer Stadtauswahl wurde Reichstrainer Otto Nerz im Herbst 1935 auf Warnken aufmerksam, der daraufhin zu einem DFB-Lehrgang nach Duisburg eingeladen wurde und in den Trainingsspielen nicht als Mittelläufer, sondern als linker Außenläufer aufgeboten wurde. Als solcher absolvierte er am 20. Oktober 1935 in Leipzig sein einziges Länderspiel für die A-Nationalmannschaft, die mit 4:2 gegen die Nationalmannschaft Bulgariens gewann. Zuvor, am 15. September gegen Estland und am 13. Oktober gegen Lettland, gehörte er der Nationalmannschaft bereits als Ersatzspieler an.

## Sonstiges
Heinz Warnken, erster Bremer Nationalspieler, war als Gehilfe in einem Lebensmittelladen tätig.